# Billbergia stenopetala
Billbergia stenopetala är en gräsväxtart som beskrevs av Hermann August Theodor Harms. Billbergia stenopetala ingår i släktet Billbergia och familjen Bromeliaceae. Inga underarter finns listade i Catalogue of Life.